# Iglesia de San Jorge (Kiustendil)

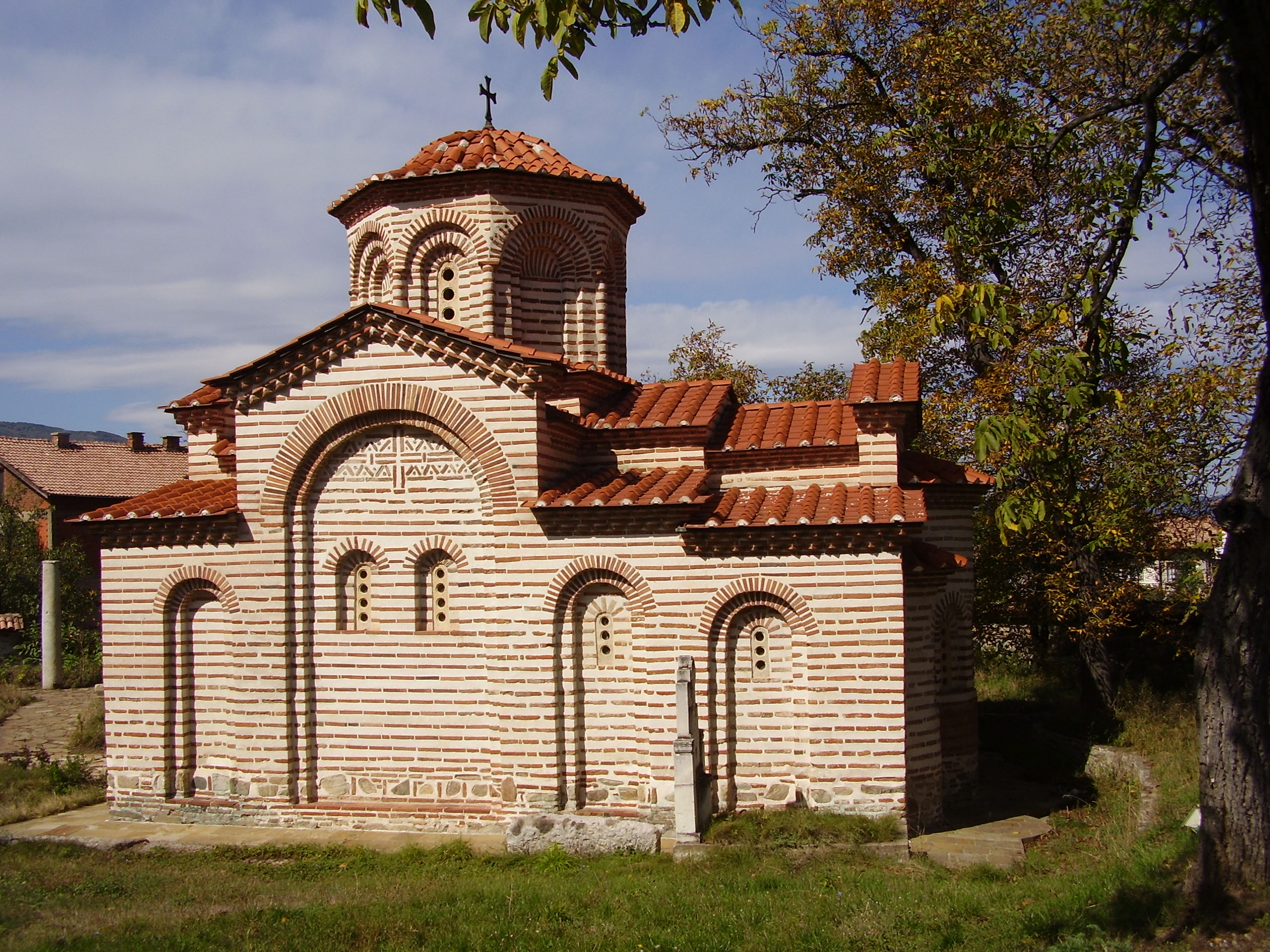
Vista lateral

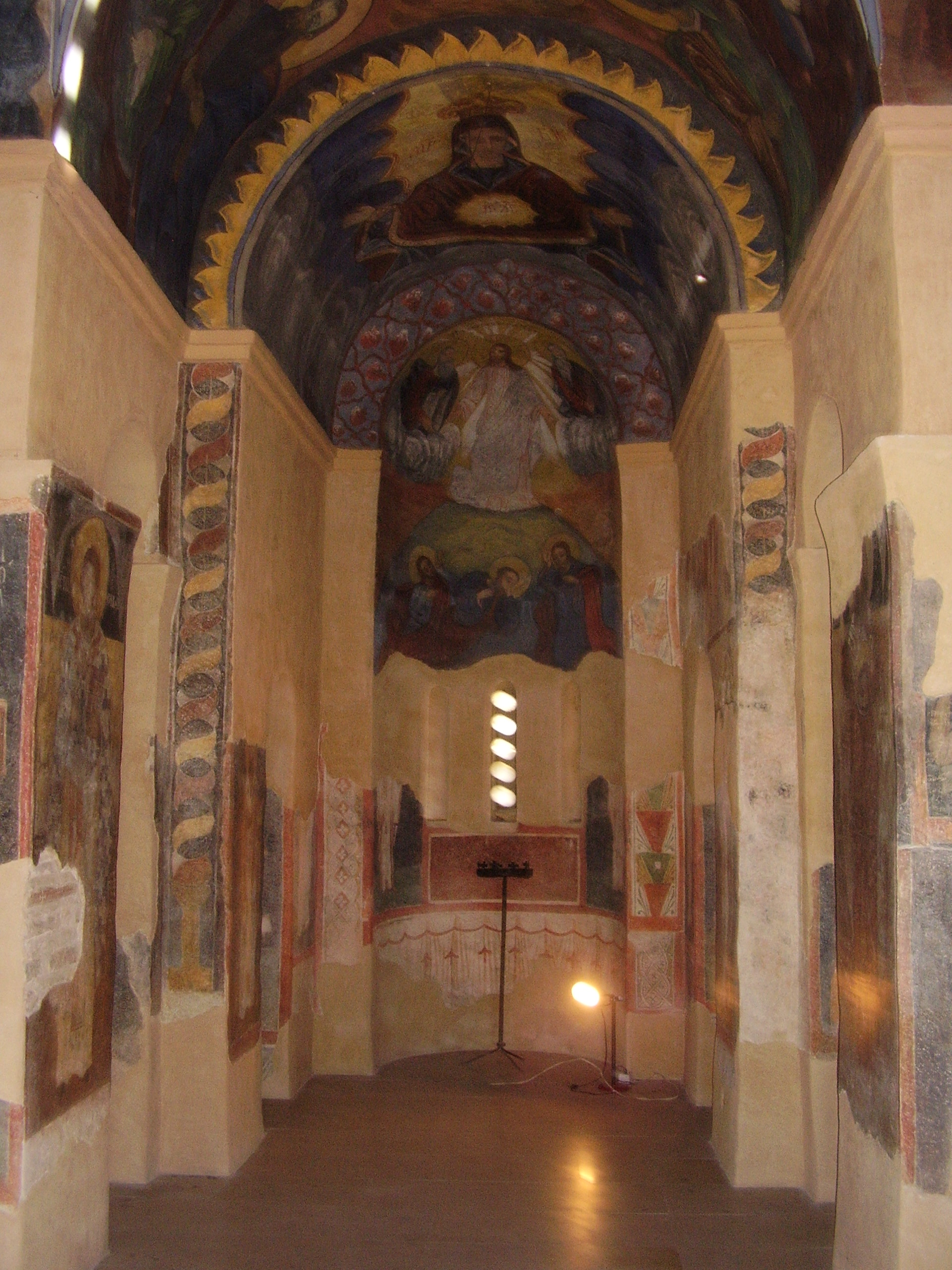
Vista interior

La Iglesia de San Jorge (en búlgaro: църква „Свети Георги“, tsarkva „Sveti Georgi“) es una iglesia ortodoxa oriental medieval en la ciudad de Kiustendil, en el suroeste de Bulgaria y es la capital administrativa de la provincia de Kiustendil. La iglesia está ubicada en el barrio de Kolusha, históricamente separado de la ciudad. La iglesia se construyó en los siglos X y XI y sus frescos son algo posteriores, ya que las primeras capas se pintaron en los siglos XI y XII.

## Historia
La Iglesia de San Jorge data de finales del siglo X o principios del XI de acuerdo a su apariencia arquitectónica y a sus pinturas murales, lo que la convierte en la iglesia más antigua conservada de la ciudad. Está ubicada en la parte suroeste de Kyustendil, en el antiguo pueblo de Kolusha, que en 1939 se fusionó con la ciudad.
Existe la teoría de que el emperador búlgaro Miguel Shishman fue enterrado en la Iglesia de San Jorge después de morir en la Batalla de Velbazhd en 1330. La batalla fue una victoria serbia sobre el Segundo Imperio Búlgaro que allanó el camino para el breve dominio serbio sobre los Balcanes a mediados del siglo XIV. Sin embargo, la académica Bistra Nikolova descarta por completo esta teoría como una "referencia errónea en la literatura [de historia búlgara]".
A pesar de estar ubicada en las afueras de Kiustendil en ese entonces, hasta la construcción de la principal iglesia de estilo del Despertar Nacional Búlgaro de la ciudad, en 1816, la Iglesia de San Jorge sirvió como catedral de Kyustendil. La iglesia sufrió graves daños durante el siglo XIX, época del dominio otomano de Bulgaria; fue destruida en su mayor parte, dejando solo los cimientos de los arcos. Fue reconstruida entre 1878 y 1880, justo después del establecimiento del Principado de Bulgaria, haciendo una restauración mayor en la década de 2000.

## Arquitectura y decoración
La iglesia sigue el diseño bizantino de cruz inscrita y mide 10 por 8.7 metros. La cúpula es octogonal y presenta ocho tramos, cuatro de los cuales contienen ventanas. No hay nártex y la naos es cuadrada. Un total de seis pilares sostienen la iglesia desde el interior. Dos enmarcan la entrada del altar, mientras que los cuatro restantes se encuentran debajo de la cúpula. La iglesia tiene tres ábsides, todos de diseño semicircular. Los materiales utilizados para la construcción de la iglesia fueron ladrillos y argamasa, lo que resultó en hileras de colores rojo y blanco.
El interior de la iglesia ha conservado una serie de frescos medievales, especialmente en la parte inferior de los muros y pilares. Las pinturas del altar se realizaron en los siglos XI y XII, mientras que la decoración de los pilares data del siglo XII. Todas las inscripciones que acompañan a los murales están en griego medieval. El altar presenta las imágenes de cuatro diáconos que llevan un pebetero y custodias, así como dos obispos que posiblemente podrían identificarse como Basilio el Grande y Juan Crisóstomo. También se representan varios santos dentro de la iglesia, incluidos San Elías, Santos Cosme y Damián, San Hermolao, San Pantaleón y cuatro santas no identificadas. También hay obras de arte posteriores en la iglesia. Cuenta con iconos o murales del pintor Iván Dospevski de 1881, así como obras de Mihail Belstoynev.
Debido a su valor arquitectónico y artístico, la Iglesia de San Jorge forma parte de la lista de monumentos culturales de importancia nacional de Bulgaria desde 1927. Con la reorganización de la lista en la década de 1960, se agregó a la lista como monumento arquitectónico y monumento artístico, en 1968 y 1969 respectivamente. Junto con la casa de Dimitar Peshev y la Galería de arte de la ciudad “Vladimir Dimitrov – Maystora”, desde 2010 figura en el puesto 26 entre los 100 sitios turísticos de Bulgaria.